# 1995 WE
1995 WE är en asteroid i huvudbältet som upptäcktes 16 november 1995 av den japanska astronomen Takao Kobayashi vid Ōizumi-observatoriet.
Asteroiden har en diameter på ungefär 4 kilometer